# Спичли, Уильям
Уильям Гров Спичли (англ. William Grove Speechly; 5 июля 1906, Пайлот-Маунд, Манитоба — 13 июля 1982, Виннипег) — британский и канадский хоккеист, вратарь. Участник зимних Олимпийских игр 1928 года, бронзовый призёр чемпионата Европы 1928 года.

## Биография
Уильям Спичли родился 5 июля 1906 года в канадской невключённой территории Пайлот-Маунд.
В 1926 году окончил университет Манитобы. В 1927 году перебрался в Англию для учёбы в колледже святого Иоанна Кембриджского университета, где изучал антиковедение. Получил степень магистра. Затем обучался в Гарвардском университете.
В 1927—1930 годах играл в хоккей с шайбой за команду Кембриджского университета на позиции вратаря, был её капитаном. В 1927—1929 годах трижды участвовал в её составе в Кубке Шпенглера.
В 1928 году вошёл в состав сборной Великобритании по хоккею с шайбой на зимних Олимпийских играх в Санкт-Морице, занявшей 4-е место. Играл на позиции вратаря, провёл 5 матчей, пропустил 23 шайбы (14 от сборной Канады, 4 — от Швейцарии, 3 — от Франции, 2 — от Швеции). Завоевал бронзовую медаль чемпионата Европы, проводившегося в рамках олимпийского турнира.
В 1930 году участвовал в чемпионате мира в Шамони, Вене и Берлине, где британцы поделили 10-12-е места. Защищал ворота в единственном матче первого раунда, в котором Великобритания проиграла Германии (2:4).
После окончания учёбы в Гарвардском университете вернулся в Канаду. Преподавал в университете Манитобы, школах в Порт-Хоупе и Виннипеге.
Участвовал во Второй мировой войне в составе канадской армии. Был лейтенантом пехотного полка «Королевские виннипегские винтовки». В 1944 году участвовал в высадке войск союзников в Нормандии. Был ранен осенью 1944 года во время битвы на Шельде.
Впоследствии на протяжении многих лет работал учителем истории в школе Гордон Белл в Виннипеге, занимался краеведением.
Умер 13 июля 1982 года в Виннипеге.

## Память
Собрание исследовательских материалов, посвящённых местной истории, принадлежавшее Спичли, передано в архив провинции Манитоба.

## Семья
Дед — Джон Мартиндейл Спичли (1836—1898), первый епископ индийской епархии Траванкора и Кочина англиканской церкви.
Отец — Гарри Мартиндейл Спичли (1866—1951), врач.